# Юозас Мато Груодіс
Юозас Ґруодіс (лит. Juozas Gruodis, * 20 грудня 1884, Ракенай, нині Зарасайський район Литви, † 16 квітня 1948, Каунас) —  литовський композитор, педагог, диригент.

## Біографія
У 1915—1916 роках навчався у Московській консерваторії, в 1924 році закінчив Ляйпцизьку консерваторію по класу композиції. У 1924—1927 роках диригент в Каунасі, в 1927—1937 роках директор Каунаського музичного училища, з 1933 року — консерваторії (з 1946 року — професор).

## Творчість
Автор балету «Юрате і Кастітіс» (постановка 1933, Каунас) на сюжет литовської народної казки, симфонічних варіацій на литовські народні теми (1945), симфонічних поем, камерно-інструментальних творів, пісень та хорової музики до драматичних спектаклів. Ґруодісу належить перша спроба творчого застосування у професійній музиці елементів литовського народного багатоголосся — сутартіне.

## Педагогічна діяльність
Серед учнів Груодіса: А. Рачюнас, Ю. Юзелюнас, В. Клова, А. Будрюнас та інші.

## Нагороди
Нагороджений орденом Трудового Червоного Прапора.